# Pin-Balma
Pin-Balma é uma comuna francesa na região administrativa de Occitânia, no departamento de Alta Garona. Estende-se por uma área de 6,63 km². Em 2010 a comuna tinha 953 habitantes (densidade: 143,7 hab./km²).